# Botrytis allii
Botrytis allii är en svampart som beskrevs av Munn 1917. Botrytis allii ingår i släktet Botrytis och familjen Sclerotiniaceae.   Inga underarter finns listade i Catalogue of Life.